# زقزاق أحمر الرأس
زقزاق أحمر الرأس (الاسم العلمي: Charadrius ruficapillus) هو نوع من الطيور يتبع جنس الزقزاق من فصيلة الزقزاقية.